# Rio Bonito (Rio de Janeiro)
Rio Bonito est une municipalité brésilienne de l'État de Rio de Janeiro et la Microrégion de Macacu-Caceribu.